# Stefan Lainer
Stefan Lainer (* 27. August 1992 in Salzburg) ist ein österreichischer Fußballspieler. Er steht seit Juni 2025 beim FC Red Bull Salzburg unter Vertrag und spielt für die österreichische Nationalmannschaft.

## Karriere

### Verein
Stefan Lainer begann 1998 im Nachwuchs seines Heimatvereins, dem SV Seekirchen 1945, im Flachgau im Land Salzburg, wo er bis 2006 spielte, mit dem Fußballspielen. Anschließend wurde er zum Kooperationsverein FC Red Bull Salzburg abgegeben, wo er vier Jahre im Nachwuchs spielte. Im Frühjahr 2010 gab er sein Debüt für die zweite Mannschaft der Salzburger in der zweiten Liga; im Heimspiel am 16. April 2010 gegen den SC Austria Lustenau durfte er über die vollen 90 Minuten auflaufen. In der Saison 2010/11 wurde er zum fixen Bestandteil der Juniors und gewann mit ihnen die Meisterschaft in der Regionalliga West. Um Spielpraxis zu sammeln wurde er für die Saison 2011/12 an den Zweitligisten SV Grödig verliehen und wechselte im Sommer 2012 gänzlich zum FC Liefering, dem Farmteam der „Bullen“. Mit dem Team gelang ihm der Aufstieg von der Regionalliga in den Profifußball.
Zur Saison 2014/15 wechselte er zur SV Ried in die Bundesliga. Im Sommer 2015 kehrte er zu seinem Jugendklub FC Red Bull Salzburg zurück und gehörte seitdem zum Stammkader. Nach vier Saisonen und vier Meistertiteln bei Salzburg wechselte er zur Saison 2019/20, gemeinsam mit seinem Trainer bei Salzburg, Marco Rose, nach Deutschland zum Bundesligisten Borussia Mönchengladbach, wo er einen bis Juni 2024 laufenden Vertrag erhielt. In Mönchengladbach verbrachte er insgesamt sechs Jahre, in denen er zu 138 Einsätzen in der deutschen Bundesliga kam.
Im Juni 2025 kehrte er im Sondertransferfenster im Rahmen der Klub-WM 2025 zum FC Red Bull Salzburg zurück, bei dem er einen bis 2027 laufenden Vertrag erhielt.

### Nationalmannschaft
Stefan Lainer war von 2006 bis 2010 Jugendnationalspieler von Österreich und lief für die U-16, U-17, U-18 und U-19 auf.
Im März 2017 wurde er erstmals in den Kader der A-Nationalmannschaft berufen. In jenem Monat gab er auch sein Debüt im Nationalteam, als er in einem Testspiel gegen Finnland in der Halbzeitpause eingewechselt wurde. Im Mai 2021 wurde er in den vorläufigen Kader Österreichs für die EM 2021 berufen und schaffte es schlussendlich auch in den endgültigen Kader, mit dem er bis zum Achtelfinale kam. Während des Turniers kam er in allen vier Partien Österreichs zum Einsatz, zudem gelang ihm im ersten Gruppenspiel gegen Nordmazedonien (3:1) auch ein Tor.
Im Mai 2024 wurde er wiederum in den vorläufigen Kader Österreichs für die EM 2024 berufen. Den Sprung in den finalen Kader schaffte er aber nicht.

## Persönliches
Sein Vater ist der ehemalige österreichische Nationalspieler Leopold Lainer. Im Juli 2023 wurde bei Lainer Lymphknotenkrebs diagnostiziert. Die Erkrankung, deren Therapie nach Auskunft von Lainers Verein Borussia Mönchengladbach einige Monate in Anspruch nehme, sei „sehr früh entdeckt“ worden, „mit Medikamenten sehr gut zu behandeln“ und heilbar. Ende November 2023 kehrte Lainer in das Mannschaftstraining zurück. Laut Vereinsangaben habe die Therapie „zum gewünschten Ziel“ geführt.

## Erfolge
- Österreichischer Meister: 2016, 2017, 2018, 2019
- Österreichischer Cup-Sieger: 2016, 2017, 2019
- Meister der Regionalliga West: 2011, 2013
- Europa-League-Team der Gruppenphase 2017[11]
- Europa-League-Team der Saison 2017/18[12]